# Црква Свете Марије Магдалене у Радевцу
Црква Свете Марије Магдалене у Радевцу, насељеном месту на територији општине Алексинац, припада Епархији нишкој Српске православне цркве.
Црква посвећена Светој Марији Магдалени подигнута је за време службовања свештеника Живорада Маринковића 1983. године, када је и освештана. Историјски црква датира са краја 19. века. Године 1976.  подигнута је звонара, а 2001. године нова парохијска сала. Године 2009. је ограђена порта. Антиминс освеђен од стране епископа жичког Василија 1973. године.